# Breiholz

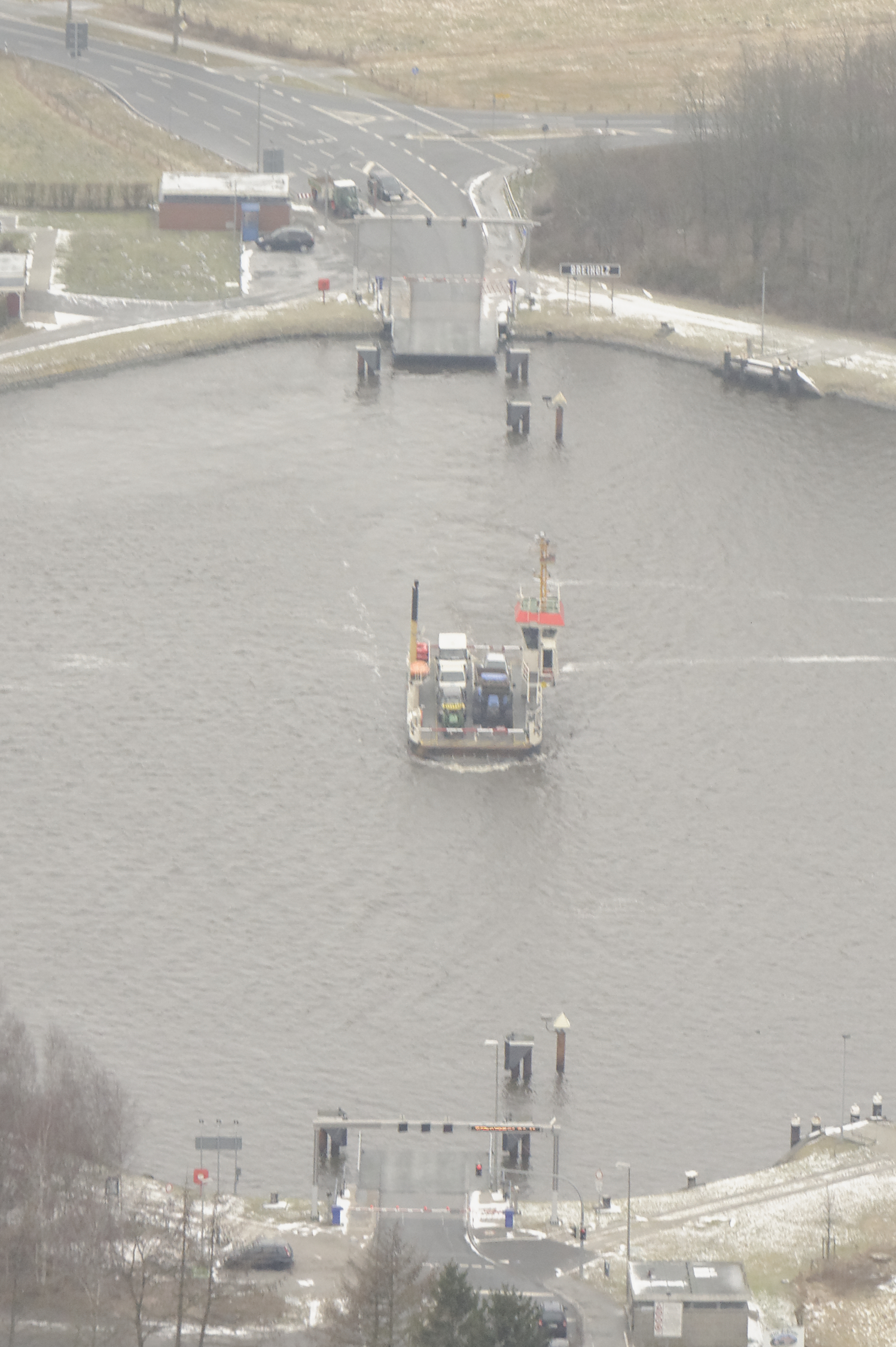
Die Fähre von Breiholz

Breiholz (Dänisch: Bregholt, niederdeutsch: Braholt) ist eine Gemeinde im Kreis Rendsburg-Eckernförde in Schleswig-Holstein und gehört geographisch zum Landesteil Holstein. Ein Teil des Gemeindegebiets liegt südlich des Kanals. Bastenberg, Claustal, Lohklindt, Meckelmoor und Wienböken liegen im Gemeindegebiet.

## Geographie und Verkehr
Breiholz liegt etwa 13 km südwestlich von Rendsburg zwischen Eider und Nord-Ostsee-Kanal. Nördlich von Breiholz verläuft die Bundesstraße 203 von Heide nach Rendsburg. Der Ort ist über eine Buslinie mit Rendsburg verbunden. Nächstgelegener Bahnhof ist Rendsburg.
Der Ort liegt etwa auf der halben Strecke des Nord-Ostsee-Kanals. Für die Kanalschifffahrt ist das Passieren der Fähre Breiholz und der Weiche Breiholz von Bedeutung.

## Geschichte
Der Ortsname bedeutet vermutlich breites Holz. Damals war ein langer Waldschnitt in Breiholz entlang der Eider. Wenn die Schifffahrt diesen breiten Streifen Wald passierte, sagt sie, sie passiere dat breite Holz, woraus heute Breiholz entstand. Die erste urkundliche Erwähnung war 1447.

## Politik

### Gemeindevertretung
Bei der Kommunalwahl am 14. Mai 2023 wurden insgesamt 13 Sitze vergeben. Die Kommunale Wählergemeinschaft Breiholz erhielt sechs Sitze, die CDU erhielt fünf Sitze und die SPD erhielt zwei Sitze.

### Wappen
Blasonierung: „In Blau zwischen zwei silbernen Wellenbalken drei bewurzelte silberne Eichbäume nebeneinander.“

## Wirtschaft
Die Gemeinde ist überwiegend landwirtschaftlich geprägt.
In Breiholz ist der Start des jährlich ausgetragenen SH Netz Cups (ehemals „E.ON Hanse Cup“), einer internationalen Ruderregatta, deren Ziel in Rendsburg liegt.
Im Ortsteil Claustal auf der Südseite des Nord-Ostsee-Kanals beginnen an der Mündung der Haaler Au die NATURA 2000-Gebiete FFH-Gebiet Haaler Au und das europäische Vogelschutzgebiet Haaler Au.

## Persönlichkeiten
- Detlef Struve (1903–1987), deutscher Bauernfunktionär und Politiker (CDU), MdB